# Die Friseuse
Pour plus de détails, voir Fiche technique et Distribution.
Die Friseuse est une comédie allemande réalisée par Doris Dörrie et sortie en 2010.

## Fiche technique
- Titre original :  Die Friseuse
- Réalisation : Doris Dörrie
- Scénario : Laila Stieler
- Photographie : Hanno Lentz
- Montage : Frank J. Müller, Inez Regnier
- Musique : Coconami, Ivan Hajek, LaBrassBanda
- Costumes : Sabine Greunig
- Direction artistique : Natalja Meier
- Pays de production : Allemagne
- Langue originale : allemand
- Format : couleur
- Genre : comédie
- Durée : 106 minutes
- Dates de sortie :
  - Allemagne : 14 février 2010 (Berlin International Film Festival)
  - Allemagne : 18 février 2010
  - Autriche : 19 mars 2010

## Distribution
- Gabriela Maria Schmeide : Kathi
- Natascha Lawiszus : Julia
- Ill-Young Kim : Tien
- Christina Große : Silke
- Rolf Zacher : Joe
- Maria Happel : Centerleiterin
- Maren Kroymann : Frau Krieger
- Tobias Lehmann : Banker
- Heiko Pinkowski : Klaus
- Katharina Derr : Patsy
- Ulla Geiger : Sachbearbeiterin
- Dorothea Walda : Frau Peters
- Matthias Freihof : Micha
- Pierre Sanoussi-Bliss : Notarzt
- Jördis Triebel : Daggi
- Ewald F. Grunzke : Zauberer
- Hansjürgen Hürrig : Existenzgründerberater
- Yvonne Yung Hee Bormann : Mandy
- Hannes Stelzer : Herr Hendrich
- Josip Culjak : Barkeeper
- Mackie Heilmann : Friseusenballett
- Regine Hentschel : Friseusenballett
- Katja Marie Luxembourg : Friseusenballett
- Natascha Petz : Friseusenballett
- Christine Schmidt-Schaller : Kundin (comme Christine Krüger)
- Nicoline Schubert : Frau vom Gesundheitsamt